# Špice
Špice este o arie protejată (arie specială de conservare — SAC, sit de importanță comunitară — SCI) din Republica Cehă întinsă pe o suprafață de 4,29 ha, integral pe uscat.

## Localizare
Centrul sitului Špice este situat la coordonatele 49°06′47″N 16°46′09″E / 49.113056°N 16.769167°E.

## Înființare
Situl Špice a fost declarat sit de importanță comunitară în aprilie 2005 pentru a proteja 1 specie de plante. Situl a fost protejat și ca arie specială de conservare în ianuarie 2016.

## Biodiversitate
Situată în ecoregiunea panonică, aria protejată conține 1 habitat natural: Pajiști stepice panonice pe loess.
La baza desemnării sitului se află o specie protejată de  plante: târtan (Crambe tataria).